# Adrenalina 2
Adrenalina 2 es la edición especial del segundo álbum Adrenalina de la banda italiana de pop rock Finley. Este disco incluye algunas nuevas versiones en inglés de sus anteriores canciones ("All I've Got", "My Blinded Eyes", "Just For You", "Driving To Nowhere" y "Drops Of Time"). La tapa es diferente, tiene las caras de los miembros están en un arcoíris en el frente, mientras la tapa de Adrenalina es amarillo. También hay una colaboración con la cantante mexicana Belinda, el nuevo sencillo Your Hero, y un cover de la canción Iris de Goo Goo Dolls. También hay dos canciones en vivo: "Niente da perdere" (Nothing to lose) y un Medley en Milán, compuesto por sus tres canciones debut "Diventerai una star" (You'll become a star), "Fumo e Cenere" (Smoke and ash), y "Tutto è Possibile" (Everything is possible).
También hay una versión de este álbum que incluye un CD y un DVD, el cual incluye un slideshow de sus mejores fotos.
Este álbum logró que Finley obtuviera un disco de platino sólo en unas cuantas semanas.

## Canciones
1. Ad occhi chiusi (With my closed eyes) - 3:42
2. Domani (Tomorrow) - 3:48
3. Adrenalina (Adrenaline) - 2:55
4. Mai più (Never Again) - 4:04
5. Driving to Nowhere - 3:13
6. Ricordi (Memories) - 3:58
7. Qui per voi (Here for you) - 4:11
8. Drops of time - 2:53
9. C'è qualcosa che non va (There is something wrong) - 3:11
10. Questo sono io (This is me) - 3:17
11. Voglio (I want) - 3:16
12. Satisfied - 3:14
13. Lies are all around me - 3:23
14. Iris - 3:28
15. Your Hero (con Belinda) - 3:59
16. My Blinded Eyes - 3:41
17. All I've got - 3:10
18. Just For You - 4:15
19. Medley live: Fumo e cenere/Diventerai una star/Tutto è possibile (Smoke and ash/You'll become a star/Everything is possible) - 4:32
20. Niente da perdere (Nothing to lose) - 3:37

## Sencillos
1. Ricordi (Memories) (26 de febrero de 2008)
2. Your Hero (con Belinda) (3 de marzo de 2008)
3. Ad occhi chiusi (With my closed eyes) (26 de mayo de 2008)

## Posicionamiento
| Lista (2008)            | Posición |
| ----------------------- | -------- |
| Italia Top 100 Álbumes  | 4        |
| European Top 100 Albums | 50       |

| Fin de Año (2008)      | Posición |
| ---------------------- | -------- |
| Italia Top 200 Álbumes | 100      |